# Opoidia galbanifera
Opoidia galbanifera är en flockblommig växtart som beskrevs av John Lindley. Opoidia galbanifera ingår i släktet Opoidia och familjen flockblommiga växter. Inga underarter finns listade i Catalogue of Life.